# (200117) 1996 AU7
(200117) 1996 AU7 es un asteroide perteneciente al cinturón de asteroides, descubierto el 12 de enero de 1996 por el equipo del Spacewatch desde el Observatorio Nacional de Kitt Peak, Arizona, Estados Unidos.

## Designación y nombre
Designado provisionalmente como 1996 AU7.

## Características orbitales
1996 AU7 está situado a una distancia media del Sol de 2,753 ua, pudiendo alejarse hasta 2,986 ua y acercarse hasta 2,521 ua. Su excentricidad es 0,084 y la inclinación orbital 4,983 grados. Emplea 1669,04 días en completar una órbita alrededor del Sol.

## Características físicas
La magnitud absoluta de 1996 AU7 es 16,5.